# متلازمة المثانة المؤلمة
التهاب المثانة الخلالي (بالإنجليزية: Interstitial cystitis)‏ أو متلازمة المثانة المؤلمة (بالإنجليزية: painful bladder syndrome)‏ (والذي يتم اختصاره عادةً إلى "BPS/IC") هو أحد أمراض المثانة البولية غير معروفة السبب، يتميز بألم يصاحب التبول (عسر البول)، تكرار البول (في كثير من الأحيان كل 10 دقائق)، والإلحاح البولي، والضغط في المثانة و/ أو الحوض.
يزداد الألم المتسبب من هذا المرض مع تناول بعض الأطعمة أو المشروبات و/ أو مع امتلاء المثانة و/أو قد يخف مع التبول حسب الإحصائيات لدى 97 ٪ من المرضى. قد يصاحب المرض لدى المرضى أيضاً كثرة التبول أثناء الليل، وخلل في قاع الحوض والتوتر، مع آلام الجماع الجنسي، ومشقة وصعوبة في القيادة، والسفر أو العمل. كثير من التقارير تذكر أن نوعية حياة بعض المرضى تعادل تلك الموجودة لدى المرضى الذين لديهم قصور كلوي.
من المعتاد أن يحدث خطأ في تشخيص حالة المرضى المصابين بمتلازمة آلام المثانة/التهاب المثانة الخلالي ويتم تشخيصهم على أنهم مصابون بأمراض أخرى مختلفة منها: فرط نشاط المثانة والتهاب الإحليل والمتلازمة الإحليلية والتهاب المثلث المثاني والتهاب البروستاتا وغيرها من المصطلحات الشاملة التي تُستخدم لوصف أعراض أمراض الجهاز البولي.
تجدر الإشارة إلى أن متلازمة آلام المثانة/التهاب المثانة الخلالي هو مرض يصاب به الرجال والسيدات على حد سواء من جميع الثقافات والخلفيات الاقتصادية والاجتماعية ومن جميع الأعمار. وعلى الرغم من أنه كان يُعتقد سابقًا أن هذا المرض يصيب السيدات في سن اليأس، هناك أعداد كبيرة من الرجال والسيدات يتم تشخيصهم بهذا المرض في العشرينات وفي سن أصغر من ذلك. ولا تعد متلازمة آلام المثانة/التهاب المثانة الخلالي مرضًا نادر الحدوث، على الرغم من ذلك، ينتشر هذا المرض بشكل أكبر بين الإناث عنه بين الذكور. هذا، وقد أوضحت الأبحاث العلمية مؤخرًا أن معدل انتشار متلازمة آلام المثانة/التهاب المثانة الخلالي تراوح من 1 من بين كل 100,000 نسمة إلى 5.1 من بين كل 1,000 نسمة من إجمالي عدد السكان. هذا بالإضافة إلى أن ما يصل من 12% من السيدات قد تظهر عليهن أعراض هذا المرض مبكرًا.

## تسمية المرض
كان المرض يُعرف في البداية باسم التهاب المثانة الخلالي، ثم تغير اسم هذا النوع من الاضطراب ليصبح متلازمة آلام المثانة/التهاب المثانة الخلالي في الفترة ما بين 2002 إلى 2010. وفي عام 2007، بدأ المعهد القومي لمرض السكر وأمراض الجهاز الهضمي والكلى في استخدام المصطلح الجامع متلأزمات آلام الحوض المزمنة والمسالك البولية (Urologic Chronic Pelvic Pain Syndromes - UCPPS) للإشارة إلى متلأزمات الألم المرتبطة بالمثانة (أي متلازمة آلام المثانة/التهاب المثانة الخلالي، BPS/IC) وتلك المرتبطة بغدة البروستاتا (أي التهاب البروستاتا المزمن/متلازمة آلام الحوض المزمنة، CP/CPPS).
منذ عام 2008، ثمة بعض المصطلحات التي أصبحت تُستخدم حاليًا للإشارة إلى هذا المرض بالإضافة إلى متلازمة آلام المثانة/التهاب المثانة الخلالي منها متلازمة المثانة المؤلمة ومتلازمة آلام المثانة ومتلازمة فرط حساسية المثانة، وذلك إما باستخدام كل مصطلح على حدة أو بالجمع بين مصطلحات مختلفة معًا. وتُستخدم هذه المصطلحات المختلفة في أنحاء شتى من العالم.
جدير بالذكر أن مصطلح «التهاب المثانة الخلالي» هو المصطلح الأساسي المستخدم في ICD-10 وهو الإصدار العاشر من التصنيف الدولي للأمراض وفي قاعدة البيانات MeSH.

## الأسباب
أسباب التهاب المثانة الخلالي مجهولة، رغم الكثير من الروايات عن طبيعة الأسباب التي تشمل: أسباب عصبية، وذاتية، وحساسية، ووراثية. بغض النظر عن الأصل، فمن الواضح أن غالبية المرضى لديهم بطانة مثانة تالفة أو مصابة.
دراست حديثة في جامعة ميرلاند في بالتيمور عزت السبب للجينات الوراثية.

## الأعراض
الأعراض السريرية للمرض يتم خلطها مع العديد من الحالات التشخيصية الأخرى مثل: التهاب المثانة الجرثومي، التهاب البروستات، التهاب البربخ، التهاب بطانة الرحم والأورام الليفية.
على الرغم من ذلك، لم يثبت بعد أن سبب متلازمة آلام المثانة/التهاب المثانة الخلالي يرجع إلى عدوى بكتيرية، وبالتالي تصبح المضادات الحيوية علاجًا غير فعال عند وصفها للمريض. بالإضافة إلى ذلك، قد يعزو الطبيب أعراض متلازمة آلام المثانة/التهاب المثانة الخلالي في البداية إلى التهاب البروستاتا والتهاب البربخ (بالنسبة للرجال) ومرض بطانة الرحم الهاجرة وأورام الرحم الليفية (بالنسبة للسيدات).
من أشهر أعراض متلازمة آلام المثانة/التهاب المثانة الخلالي هو الشعور بالألم، والذي وُجد لدى 100% من المرضى، وتكرار عدد مرات التبول (82% من المرضى) والتبول أثناء الليل (62%).
عمومًا، تشمل الأعراض:
- الشعور بألم أثناء التبول
  - تزداد حدة الألم مع امتلاء المثانة و/أو تقل حدته بعد التبول.[4]
  - تزداد حدة الألم عند تناول أطعمة أو مشروبات بعينها.
  - يشكو بعض المرضى من صعوبة التبول (الإحساس بحرقان في الإحليل أثناء التبول).
- تكرار عدد مرات التبول (عادةً كل 10 دقائق) والرغبة الملحة للتبول والشعور بضغط في المثانة و/أو الحوض.
- يشكو بعض المرضى من الاستيقاظ ليلاً للتبول ومن التأخر في بداية التبول (الحاجة للانتظار حتى يبدأ تدفق البول) والشعور بألم أثناء الاتصال الجنسي، هذا بالإضافة إلى الشعور بعدم راحة وملاقاة صعوبة أثناء القيادة أو السفر أو العمل.

أثناء فحص المثانة بالمنظار، وُجد أن من 5 إلى 10% من المرضى يعانون من قرح هنر. وهناك الكثير من المرضى الذين قد يصابون بنوع غير حاد من متلازمة آلام المثانة/التهاب المثانة الخلالي، حيث لا يمكن رؤية أي جروح لديهم في المثانة ولكنهم على الرغم من ذلك يعانون من بعض الأعراض مثل الشعور بالألم و/أو تكرار عدد مرات التبول و/أو الرغبة الملحة لإفراغ المثانة. بالإضافة إلى ذلك، هناك مرضى آخرون قد يشعرون بألم فقط في منطقة الإحليل، بينما يشعر البعض الآخر بهذا الألم في الحوض بأكمله.

## التشخيص
أصبح من السهل كثيرًا عمل تشخيص لهذا المرض في السنوات الأخيرة مع تطور طريقتين جديدتين للتشخيص. حيث قام C. Lowell Parsons بابتكار طريقة للتشخيص تسمى Pelvic Pain Urgency/Frequency (PUF) Patient Survey، وهي عبارة عن مجموعة صغيرة من الأسئلة يتم توجيهها للمرضى والتي ستساعد الأطباء في معرفة ما إذا كان ألم الحوض ناتجًا عن المثانة أم لا. هذا، ويستخدم اختبار KCl، والمعروف أيضًا باسم اختبار حساسية البوتاسيوم، محلولاً خفيف التركيز من البوتاسيوم لاختبار سلامة جدار المثانة وعدم وجود تلف به. وعلى الرغم من أن اختبار حساسية البوتاسيوم لا يُستخدم على وجه الأخص في تشخيص متلازمة آلام المثانة/التهاب المثانة الخلالي، فقد ثبت أنه يساعد في التنبؤ بنتيجة استخدام بعض المركبات الكيميائية، مثل عقار pentosan polysulphate، والتي تُستخدم خصيصًا لعلاج تلف طبقة الجليكوز أمينوجليكان. جدير بالذكر أن الاختبار الذي كان بمثابة المعيار الذهبي سابقًا في تشخيص متلازمة آلام المثانة/التهاب المثانة الخلالي هو نفخ المثانة بالماء أثناء فحص المثانة بالمنظار. على الرغم من ذلك، أوضح الباحثون أن تلك الطريقة في فحص جدار المثانة بعد نفخها لا تُستخدم خصيصًا لتشخيص متلازمة آلام المثانة/التهاب المثانة الخلالي، وأن الاختبار نفسه من الممكن أن يؤدي إلى حدوث نزيف على هيئة تجمعات صغيرة من الدم بالمثانة (أي نزيف نقطي) وهو ما يميز عادةً تلك المتلازمة. وعليه، لا يمكن استثناء أنواع أخرى من الأمراض أثناء تشخيص متلازمة آلام المثانة/التهاب المثانة الخلالي والتأكد من صحة التشخيص بنسبة مائة بالمائة، هذا بالإضافة أيضًا إلى أعراض المرض الإكلينيكية.
في عام 2006، قامت الجمعية الأوروبية لدراسة التهاب المثانة الخلالي باقتراح عدد من طرق التشخيص الأكثر دقة مع وضع معايير معينة لتصنيف هذا المرض بحيث لا يتم الخلط بينه وبين أمراض أخرى مشابهة. أولاً وعلى وجه التحديد، حتى يتم تشخيص المريض على أنه مصاب بالتهاب المثانة الخلالي، يجب أن يكون هناك ألم مصاحب للمثانة، مع وجود عرض آخر من أعراض الجهاز البولي. وبالتالي، فإن المريض الذي يعاني فقط من تكرار عدد مرات التبول أو الرغبة الملحة لإفراغ المثانة سيتم استثناؤه من هذا التشخيص. ثانيًا، يؤيد أعضاء هذه الجمعية بقوة فكرة أن يتم استثناء الأمراض التي يتم اللبس بينها وبين التهاب المثانة الخلالي وذلك من خلال مجموعة كبيرة من الاختبارات باهظة الثمن، منها (أ) معرفة التاريخ المَرّضى للمريض والفحص الإكلينيكي للجسم، (ب) تحليل البول عن طريق الشريط الذي يُغمس في عينة من البول وتحليل زراعة البول وتحليل مصل PSA بالنسبة للرجال فوق سن الأربعين، (ج) تحليل PVR عن طريق الفحص بالموجات فوق الصوتية، (د) فحص المثانة بالمنظار. وأخيرًا يتم التأكد من صحة تشخيص متلازمة آلام المثانة/التهاب المثانة الخلالي عن طريق نفخ المثانة بالماء أثناء فحصها بالمنظار مع أخذ عينة منها.
بالإضافة إلى ذلك، قام أعضاء هذه الجمعية بوضع نظام لتحديد مدى خطورة المرض على حسب الأعراض الجسدية التي تظهر بالمثانة. وسوف تظهر نتيجة الاختبار في شكل رقم وحرف وفقًا لمدى خطورة المرض كما يتضح عن طريق نفخ المثانة بالماء. هذا، وتعبر نتيجة الاختبار من 1 إلى 3 عن مدى خطورة المرض بينما تعبر النتيجة من A إلى C عن نتائج العينة التي تم أخذها من الجزء المصاب. وعليه، إذا كانت نتيجة الاختبار التي حصل عليها المريض هي 1A، فإن هذا يعني أنه مصاب بمرض وأعراض غير حادة للغاية، أما إذا حصل على 3C فإن هذا يعني أنه يعاني من أكثر الأعراض الحادة المرتبطة بهذا المرض.
في عام 2009، توصل الباحثون في اليابان إلى واحد من المؤشرات البولية يُعرف باسم أسيتات فينيل الجلوتامين phenylacetylglutamine والذي من الممكن استخدامه من أجل التشخيص المبكر للمرض.

## العلاج

### طرق علاج قاع الحوض
وضح David Wise وRodney Anderson في أحد الكتب (انظر التفاصيل) أن متلأزمات آلام الحوض والمسالك البولية، مثل متلازمة آلام المثانة/التهاب المثانة الخلالي والتهاب البروستاتا المزمن/متلازمة آلام الحوض المزمنة، قد يكون سببها في البداية هو التوتر والقلق، وعادةً ما يحدث ذلك عندما يعاني المريض من اضطراب الوسواس القهري أو مشكلة أخرى من مشكلات القلق والتوتر. ويُعتقد أن تلك الاضطرابات تزيد من حساسية منطقة الحوض مما يسفر عن التوتر العضلي وردود أفعال عصبية. ويعد ذلك نوعًا من متلازمة الآلام العضلية الليفية. هذا، وتركز طرق العلاج الحالية بشكل كبير على إرخاء العضلات للتخلص من التوتر العضلي في منطقة الحوض أو الشرج (والتي عادةً ما يشار إليهما على أنهما من المناطق العضلية التي يتركز فيها الألم)، هذا إلى جانب عمل علاج طبيعي لهاتين المنطقتين والعلاج بالاسترخاء التدريجي للتخفيف من حدة الضغط العصبي المتسبب في توتر العضلات.
حاليًا يولي معظم إخصائيي متلازمة آلام المثانة/التهاب المثانة الخلالي اهتمامًا خاصًا بمنطقة قاع الحوض و/أو يقومون بإحالة المرضى مباشرةً إلى إخصائي علاج طبيعي للعلاج العاجل من توتر عضلات قاع الحوض أو ضعفها. ومن الممكن أن يؤدي التوتر العضلي المزمن في قاع الحوض إلى الشعور بألم في المثانة و/أو الحوض، وهذا ما تصفه السيدات عادةً بالإحساس بحرقان خاصةً في منطقة المهبل. كما يعاني الرجال المصابون بالتوتر العضلي في قاع الحوض من ألم يمتد إلى مناطق بالجسم، وخاصةً في بداية القضيب. بالإضافة إلى ذلك، وُجد في 9 من 10 مرضى مصابين بمتلازمة آلام المثانة/التهاب المثانة الخلالي والذين يشكون من الشعور بالألم أثناء الاتصال الجنسي أن التوتر العضلي كان السبب الرئيسي لهذا الألم والانزعاج. هذا، ومن الممكن أيضًا أن توجد المناطق العضلية التي يتركز فيها الألم - حزم عضلية صغيرة ومشدودة وتتسم بفرط الاهتياج - في قاع الحوض.
أصبح هناك مجال جديد إلى حد ما يهتم به إخصائيو العلاج الطبيعي على مستوى العالم ألا وهو علاج الخلل الوظيفي في قاع الحوض. ويتمثل الهدف من هذا العلاج في إرخاء وإطالة عضلات قاع الحوض، بدلاً من شدها و/أو تقويتها كما هو الحال مع علاج المرضى الذين يعانون من سلس البول. وبالتالي، فإن التمارين التقليدية مثل تماين الكيجل من الممكن أن تساعد في تقوية العضلات، على الرغم من أنها قد تتسبب في الشعور بالألم وفي مزيد من التوتر العضلي. كذلك من الممكن أن يساعد إخصائو علاج طبيعي متخصص ومؤهل في تقييم مدى قوة العضلات بطريقة مباشرة، من الداخل والخارج. وعلى الرغم من أنه من المهم الخضوع للعلاج الطبيعي كل أسبوع، يقترح بعض الإخصائيين أيضًا اتباع نظام صارم للاعتناء بالصحة وذلك في المنزل للتخلص من توتر العضلات، مثلاً الاستماع يوميًا إلى شرائط الكاسيت التي تساعد في استرخاء العضلات بالإضافة إلى التخفيف من حدة الضغط العصبي والقلق بصورة يومية. جدير بالذكر أن المرضى المصابين باضطرابات مؤلمة وُجد أنهم يعانون من الشعور بالقلق والذي قد يتسبب دون وعي في توتر العضلات.

#### أسلوب التدليك Thiele
لقد ثبت أن العلاج اليدوي عبر المهبل لعضلات قاع الحوض (أسلوب التدليك Thiele) أظهر فاعلية في التخفيف من حدة الألم المرتبط بالتهاب المثانة الخلالي، وذلك على الأقل كما اتضح في دراسة تمهيدية إكلينيكية مفتوحة (أي دون مقارنة).

### العقاقير المستخدمة
منذ عقد مضى، كانت العقاقير المتوافرة تقتصر فقط على تلك المواد الكيميائية التي لها تأثير قابض للأوعية الدموية والتي يتم استخدامها عن طريق التقطير داخل المثانة، مثل chlorpactin (oxychlorosene) أو نترات الفضة والتي تُستخدم خصيصًا لقتل العدوى البكتيرية و/أو لعلاج تلف بطانة المثانة. وفي عام 2005، تحسن فهمنا لمتلازمة آلام المثانة/التهاب المثانة الخلالي بشكل كبير ولم تعد تلك الطرق العلاجية مستخدمة حاليًا. بل أصبح علاج متلازمة آلام المثانة/التهاب المثانة الخلالي يتطلب عدة اتجاهات معًا، منها استخدام العقاقير التي تعمل على تكوين طبقة داخلية واقية للمثانة واستخدام عقاقير مضادة للهستامين لتساعد في التحكم في نشاط الخلايا الصارية، هذا بالإضافة إلى تناول جرعة صغيرة من مضادات الاكتئاب لعلاج الالتهاب عصبي المنشأ.

#### Pentosan polysulfate
من المعتقد أن عقار pentosan polysulfate (الإلميرون) والذي يتم تناوله عن طريق الفم يُظهر فاعلية في تكوين طبقة داخلية واقية للمثانة، على الرغم من ذلك، أوضحت الدراسات عدم ثبوت صحة ذلك إحصائيًا مقارنةً بالدواء الوهمي. بيد أن هناك بعض الدراسات التي وجدت أن عددًا قليلاً من المرضى يستجيبون بالفعل لعقار pentosan polysulfate.

#### الأميتريبتيلين
من الممكن أن يساعد عقار الأميتريبتيلين في التقليل من أعراض متلازمة آلام المثانة/التهاب المثانة الخلالي لدى المرضى. حيث كانت النتيجة العلاجية لهذا العقار ممتازة أو جيدة بشكل عام بالنسبة لـ 46% من المرضى.

#### علاج المثانة بالتقطير
يعد ثنائي ميثيل السلفوكسيد، وهو مستخلص لب الخشب، المادة الكيميائية الوحيدة التي تم التصديق على استخدامها لعلاج متلازمة آلام المثانة/التهاب المثانة الخلالي عن طريق التقطير، على الرغم من أنها لا تُستخدم كثيرًا في عيادات المسالك البولية والتناسلية. هذا، وقد أوضحت دراسات الأبحاث التي عُرضت مؤخرًا في المؤتمرات التي عقدتها الجمعية الأمريكية لأمراض المسالك البولية والتناسلية تحت إشراف C. Subah Packer أن تناول الجرعة التي قامت هيئة الأغذية والأدوية بالتصديق عليها من محلول ثنائي ميثيل السلفوكسيد - أي 50% منه - قد ينتج عنه انقباض عضلي غير قابل للانبساط. على الرغم من ذلك، وُجد أن تناول كمية أقل من المحلول - 25% منه - يؤدي إلى الانقباض العضلي القابل للانبساط. أما بالنسبة لتأثير استخدام تلك المادة على المدى البعيد، فلا يزال الجدل قائمًا في هذا الشأن، مما يجعلنا نسلم بفكرة أن آلية عمل ثنائي ميثيل السلفوكسيد لا تزال غير مفهومة بالكامل.

##### التقطير باستخدام مزيج من العقاقير
مؤخرًا، أدى التقطير باستخدام مزيج من العقاقير - أي من الإلميرون أو الهيبارين مع السيستيستات والليدوكايين وبيكربونات الصوديوم - إلى إحداث طفرة كبيرة فيما يتعلق بمتلازمة آلام المثانة/التهاب المثانة الخلالي، وذلك لأنه أول طريقة علاجية من الممكن استخدامها للتقليل من حدة الأعراض. هذا، وقد أفادت عدد من الدراسات التي تم نشرها أن تلك الطريقة العلاجية أظهرت فاعلية بنسبة 90% في التقليل من أعراض المرض.

#### تكوين طبقة داخلية واقية للمثانة
من العقاقير الأخرى التي تُستخدم في تكوين طبقة داخلية واقية للمثانة هو السيستيستات (هيالورونات الصوديوم) وUracyst (الكندرويتين). حيث يُعتقد أن هذين العقارين يستبدلان طبقة الجليكوز أمينوجليكان التالفة الموجودة في جدار المثانة. ومثل معظم العقاقير الأخرى التي يتم إدخالها داخل المثانة، قد يتطلب هذا العلاج أن يستلقي المريض على ظهره لمدة من 20 إلى 40 دقيقة، وينقلب إلى اليمين واليسار كل عشر دقائق ليسمح للمادة الكيميائية بالنفاذ إلى الداخل وتكوين طبقة داخلية جيدة قبل خروجها مع البول.

### النظام الغذائي
في عام 2007، أوضحت إحدى الدراسات في جامعة لونج أيلاند أن أكثر من 90 بالمائة من مرضى التهاب المثانة الخلالي يعانون من زيادة حدة الأعراض عند تناولهم أطعمة ومشروبات معينة. وفي عام 2009، تم وضع معايير معينة فيما يخص النظام الغذائي لمرضى التهاب المثانة الخلالي وذلك على يد العديد من إخصائي التغذية البارزين منهم Julie Beyer الحاصلة على شهادة الماجستير في العناية بالصحة والتي تُعد من أخصائيي التغذية المسجلين، وBarbara Gordon التي تُعتبر من أخصائيي التغذية المسجلين في جمعية Interstitial Cystitis Association، وBeverley Laumann وJill Osborne مؤسسة موقع Interstitial Cystitis Network وBarbara Shorter والتي تُعتبر من إخصائيي التغذية المسجلين في جامعة لونج أيلاند. حيث يعتمد العلاج على إدخال بعض التعديلات في النظام الغذائي لمساعدة المرضى في تجنب تلك الأطعمة التي من الممكن أن تتسبب في المزيد من الاهتياج لجدار المثانة التالف. هذا، ومن أكثر الأطعمة التي تتسبب في زيادة حدة الأعراض هي الأطعمة الحمضية أو تلك التي تحتوي على نسبة عالية من البهارات، هذا بالإضافة إلى الكحوليات والقهوة والشاي وشاي الأعشاب والشاي الأخضر وجميع أنواع الصودا (وخاصةً تلك التي تُستخدم في الريجيم) وعصائر الفاكهة المركزة والطماطم والموالح والتوت البري وبعض فيتامينات B وفيتامين C وجلوتاميت أحادي الصوديوم والشيكولاتة.
تكمن مشكلة الأطعمة التي تتسبب في زيادة حدة الأعراض في أن الأمر يختلف من شخص لآخر، ومن ثم فإن أفضل طريقة كي يكتشف الشخص الأطعمة المسببة لتفاقم المشكلة بالنسبة له هو اتباع نظام غذائي استبعادي (أي ابتعاد المريض لفترة معينة عن تناول الأطعمة التي يشك أنها السبب في تفاقم المشكلة لديه ثم تناول كل نوع منها على حدة ومراقبة الجسم أثناء ذلك لمعرفة الأطعمة المسببة بالفعل للحساسية).
تجدر الإشارة إلى أن بعض الآراء المستقاة من قصص وتجارب المرضى ربطت بين الحساسية من الجلوتين وبين أعراض متلازمة آلام الحوض المزمنة والمسالك البولية. ولكن تفتقر الدراسات إلى وجود ما يثبت صحة ذلك.

### نفخ المثانة
أظهر نفخ المثانة (إجراء طبي يتم فيه نفخ المثانة وزيادة القدرة الاستيعابية لها، ويتم ذلك تحت تأثير التخدير الكلي) فاعلية في تقليل عدد مرات التبول والتخفيف من حدة الألم لدى المرضى. على الرغم من ذلك، لا يزال الكثير من الخبراء لا يفهمون بالتحديد كيف من الممكن أن يؤدي هذا الإجراء إلى التخفيف من حدة الألم. لكن أوضحت الدراسات الحديثة أن السبب قد يكون له علاقة بالضغط الواقع على المناطق العضلية التي يرتكز فيها الألم والموجودة بمنطقة الحوض والذي من الممكن أن يخفف من حدة الأعراض. ولسوء الحظ، يؤدي نفخ المثانة إلى التخفيف من حدة الألم ولكن بصورة مؤقتة فقط (أسابيع أو شهور)، ومن ثم فإن مثل هذا الإجراء لا يُستخدم كعلاج على المدى البعيد لمتلازمة آلام المثانة/التهاب المثانة الخلالي.

### الجراحة
نادرًا ما يتم اللجوء إلى التدخل الجراحي في علاج متلازمة آلام المثانة/التهاب المثانة الخلالي. ولا يمكن التنبؤ باللجوء إلى مثل هذا الإجراء، فضلاً عن أنه يُعتبر الخيار الأخير للعلاج عندما تفشل جميع طرق العلاج الأخرى وعندما يكون الألم الذي يشكو منه المريض حادًا. ولكن حتى بعض الخضوع للعمليات الجراحية، هناك بعض المرضى الذين لا يتوقف لديهم إحساسهم بالألم. من ضمن الجراحات التي تُجرى عند الإصابة بمتلازمة آلام المثانة/التهاب المثانة الخلالي هو صعق القرح واستئصالها عبر الإحليل باستخدام الكهرباء/الليزر؛ وبتر الأعصاب في المثانة أي استئصال البعض منها (Modified Ingelman-Sundberg Procedure)؛ وتكبير حجم المثانة؛ واستئصال المثانة؛ والتحفيز العصبي الكهربائي وهو يشبه التحفيز العصبي الكهربائي عبر الجلد TENS، وفيه يتم زرع وحدة كهربائية في الجسم تبعث ذبذبات كهربائية مستمرة أو متقطعة إلى المناطق المصابة (أسلوب علاج Interstim)؛ وتحفيز الحبل الشوكي، وفيه يتم زرع وحدة كهربائية تبعث ذبذبات كهربائية إلى الحبل الشوكي لتحفيزه وتتدخل في مستقبلات الألم إلى المخ (ANS/Advanced Neuromodulation Systems spinal Cord Stimulator)؛ وزرع مضخة بالجسم لضخ العقاقير داخل سائل النخاع الشوكي، حيث يتم إمداد المريض بكميات ضئيلة للغاية من العقاقير مثل سلفات المورفين أو ديلاوديد أو الباكلوفين عن طريق إدخالها إلى السائل المخي الشوكي من خلال قسطرة موصلة بمضخة كهربائية صغيرة، وتحتاج تلك المضخة فقط من 1/100 إلى 1/300 من كمية العقاقير المتناولة عن طريق الفم وذلك لتحقيق نفس الفاعلية العلاجية ولكن مع آثار جانبية أقل.

### التحكم بالألم
من المهم أن تهدف خطة العلاج في متلازمة آلام المثانة/التهاب المثانة الخلالي إلى التحكم بالألم. حيث يعادل ألم متلازمة آلام المثانة/التهاب المثانة الخلالي ألم مرض السرطان ومن الممكن أن يؤدي إلى الحساسية المركزية إذا لم يتم علاجه.

#### العقاقير المستخدمة
من المهم استخدام أنواع مختلفة من العقاقير المسكنة التقليدية، ومنها مستحضرات الأفيون ومركبات الأفيون الصناعية مثل الترامادول، لعلاج درجات متفاوتة من الألم. كذلك ينبغي الاهتمام أيضًا بالأطفال الذين يعانون من متلازمة آلام المثانة/التهاب المثانة الخلالي والذين ينبغي عليهم تلقي العلاج الضروري من أجل التحكم بآلام الحوض.

#### التعديل العصبي
من الممكن أن يُظهر التعديل العصبي نجاحًا في علاج أعراض متلازمة آلام المثانة/التهاب المثانة الخلالي، بما في ذلك الشعور بالألم. ومن الطرق الإليكترونية التي تساعد في القضاء على الألم هو التحفيز العصبي الكهربائي عبر الجلد. هذا بالإضافة أيضًا إلى تحفيز العصب الظنبوبي الخلفي والذي أظهر نجاحًا بنسب متفاوتة. كما أن تحفيز جذر العصب العجزي عن طريق الجلد قد أسفر بالفعل عن تحسنات كبيرة إحصائيًا في العديد من الأعراض بما فيها الشعور بالألم.

#### أسلوب الوخز بالإبر الصينية
أفادت إحدى الدراسات في عام 2002 أن أسلوب الوخز بالإبر الصينية يخفف من حدة الألم المرتبط بمتلازمة آلام المثانة/التهاب المثانة الخلالي، وذلك باعتباره جزءًا من استراتيجة علاجية متعددة الاتجاهات. وعلى الرغم من أن هناك دراسة في عام 1987 قد أوضحت أن 11 من 14 مريضًا (78%) قد قل لديهم الشعور بالألم بنسبة 50%، هناك دراسة أخرى (نُشرت في عام 1993) لم تجد أي تأثير مفيد لهذا الأسلوب العلاجي. كما وجدت دراسة أخرى في عام 2008 أنه على الرغم من أنه نادرًا ما تُجرى دراسات مقارنة على الطب البديل ومتلازمة آلام المثانة/التهاب المثانة الخلالي، فإن أسلوب الوخز بالإبر الصينية قد أسفر عن نتائج جيدة إلى حد ما عندما تم استخدامه مع طرق علاجية أخرى.

#### أسلوب بيوفيدباك
أظهر أسلوب بيوفيدباك، وهو أسلوب يعمل على الاسترخاء ويساعد الأشخاص في التحكم في وظائف الجهاز العصبي الذاتي، بعض الفوائد في التحكم بالألم المصاحب لمتلازمة آلام المثانة/التهاب المثانة الخلالي، وذلك باعتباره جزءًا من إستراتيجية علاجية متعددة الاتجاهات والتي قد يدخل من ضمنها أيضًا استخدام العقاقير أو نفخ المثانة بالماء.

## ارتباط المرض باضطرابات أخرى
من المهم أن نلاحظ أن بعض المرضى المصابين بمتلازمة آلام المثانة/التهاب المثانة الخلالي يعانون من اضطراب القلق واضطرابات أخرى قد يكون لها نفس سبب تلك المتلازمة. من ضمن تلك الاضطرابات: متلازمة القولون العصبي وفيبروميالجيا (متلازمة الالتهاب العضلي التليفي) ومتلازمة التعب المزمن ومرض بطانة الرحم الهاجرة وآلام الفرج لدى السيدات والحساسية من المواد الكيميائية. بالإضافة إلى ذلك، عادةً ما يتم تشخيص بعض الأشخاص من الرجال المصابين بمتلازمة آلام المثانة/التهاب المثانة الخلالي على أنهم مصابون بمرض التهاب البروستاتا المزمن غير الناتج عن عدوى بكتيرية، وعادةً ما يحدث تداخل بشكل كبير بين أعراض وطرق علاج المرضين، مما دفع الباحثين إلى افتراض أن المرضين لهما نفس السبب ونفس الأعراض.

## وصلات خارجية
- The Urologic Chronic Pelvic Pain Syndrome Society
- متلازمة المثانة المؤلمة على مشروع الدليل المفتوح
- موقع Patient Power: Interstitial Cystitis الذي يحتوي على مصادر موثقة، فضلاً عن أنه يتواصل مع المرضى ويعلمهم ويؤهلهم للمبادرة بالاعتناء بصحتهم.